# نظارة محمد شريف باشا الأولى
نظارة محمد شريف باشا الأولى هي ثالث نظارة مسئولة في مصر، صدر بتشكيلها الأمر العالي بتاريخ 7 أبريل 1879.

## أعضاء الحكومة
| النظارة          | الناظر                                                                  |
| ---------------- | ----------------------------------------------------------------------- |
| رئيس مجلس النظار | محمد شريف باشا                                                          |
| ناظر الداخلية    | محمد شريف باشا (بالإضافة إلى منصبه رئيسًا لمجلس النظار)                  |
| ناظر الخارجية    | محمد شريف باشا (بالإضافة إلى منصبيه رئيسًا لمجلس النظار وناظرًا للداخلية) |
| ناظر المالية     | راغب باشا                                                               |
| ناظر الجهادية    | شاهين باشا                                                              |
| ناظر الحقانية    | ذو الفقار باشا                                                          |
| ناظر المعارف     | محمد ثابت باشا                                                          |
| ناظر الأوقاف     | محمد ثابت باشا (بالإضافة إلى منصبه ناظرًا للمعارف)                       |
| ناظر الأشغال     | زكي باشا                                                                |

## وصلات داخلية
- قائمة رؤساء مجلس وزراء مصر